# Non mentir/Portami a Roma
Non mentir/Portami a Roma, pubblicato nel 1960, è un singolo del cantante italiano Mario Trevi

## Tracce
Lato A
- Non mentir (Esposito-Cierre-Scarfò)

Lato B
- Portami a Roma (Fanciulli-D'Anzi)

## Incisioni
Il singolo fu inciso su 78 giri, con marchio Durium- serie Royal (RY 8006 – RY 8009), e su 45 giri, con marchio Durium- serie Royal (QCN 1101).
Direzione arrangiamenti: M° Tonino Esposito.